# Michaël D'Almeida
Michaël D'Almeida, född 3 september 1987 i Évry, Essonne, är en fransk cyklist som tog OS-silver i lagsprintloppet vid de olympiska cyklingstävlingarna 2012 i London. Han tog också en bronsmedalj i lagsprint vid olympiska sommarspelen 2016 i Rio de Janeiro.